# 5. Panzer-Division (Wehrmacht)

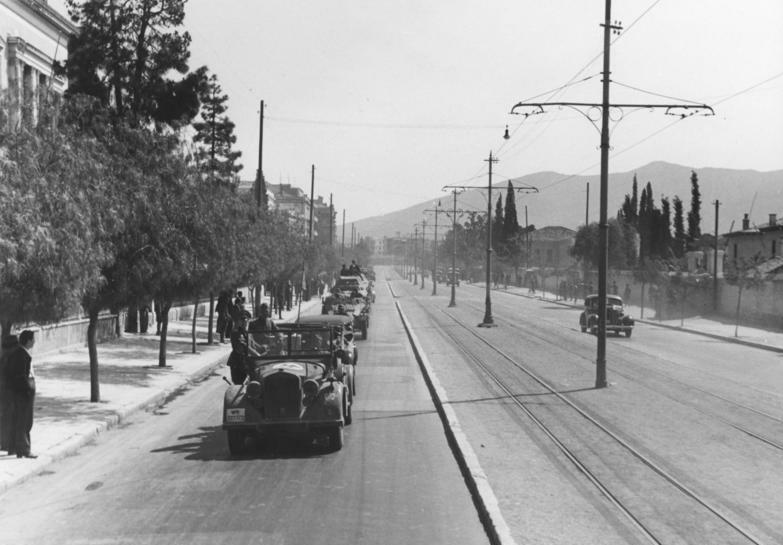
Einheiten der 5. Panzer-Division rücken in Athen ein (1941)

Die 5. Panzer-Division war ein Großverband des Heeres der deutschen Wehrmacht.

## Geschichte

### Aufstellung
Die 5. Panzer-Division wurde im November 1938 in Oppeln im Wehrkreis VIII (Breslau) aufgestellt. Bei Kriegsbeginn war sie eine von sechs Panzer-Divisionen, die bis dahin aufgestellt worden waren.
Die Gliederung mit den für den Verband durchgeführten Neuaufstellungen war:
- Divisionsstab (Oppeln)
- Panzer-Brigade 8 (Sagan) (aus Neuaufstellung Oktober 1938)
  - Panzer-Regiment 15 (Sagan) (aus Neuaufstellung Oktober 1937)
  - Panzer-Regiment 31 (Jägerndorf) (aus Neuaufstellung November 1938)
- Schützen-Brigade 5 (aufgestellt am 18. August 1939 durch Personal der eigenen Schützen-Regimenter)
  - Schützen-Regiment 13 (Mährisch-Schönberg) (aus I. Bataillon/Infanterie-Regiment 54 und Teilen Infanterie-Regiment 7)
  - Schützen-Regiment 14 (Oppeln) (aus III.Bataillon/Infanterie-Regiment 89 und III./Infanterie-Regiment 65)
- Artillerie-Regiment (mot.) 116 (Oppeln) (aus I.Abteilung (le.)/Artillerie-Regiment 9 (Siegen) und Masse II.(le.)/Artillerie-Regiment 12)
- Aufklärungs-Abteilung (mot.) 8 (Potsdam) (aus Teilen Reiter-Regiment 4 und Teilen Aufklärungs-Regiment (mot.) 6 (Krefeld))
- Panzer-Abwehr-Abteilung 53 (Ratibor) (Aufstellung bis Sommer 1939)
- Nachrichten-Abteilung (mot.) 77 (Oppeln) (aus 4. Kompanie/Nachrichten-Abteilung 8)
- Pionier-Bataillon 89 (Brieg) (Aufstellung bis Sommer 1939)
- Sonstige Versorgungstruppen mit der Nr. 85

### Einsatz

#### Polenfeldzug
Die 5. Panzer-Division nahm am Überfall auf Polen teil und wurde danach an den Niederrhein verlegt, um am Westfeldzug teilzunehmen.

#### Westfeldzug
Im September 1940 wurde im Rahmen der Umgliederung der Panzertruppe das Panzer-Regiment 15 an die 11. Panzer-Division abgegeben.
Im Oktober 1940 wurde für die Division das Kradschützen-Bataillon 55 mit drei Schützen- und einer Maschinengewehr-Kompanie aufgestellt.
Im Mai 1941 wurde die Aufklärungs-Abteilung (mot.) 8 umgegliedert. An die Stelle von bisher zwei Panzerspäh-Schwadronen, einer Kradschützen-Schwadron und einer schweren Schwadron, traten durch Umgliederung nunmehr zwei Späh- und zwei Kradschützen-Kompanien.

#### Balkanfeldzug
Nach einer nochmaligen Verlegung ins besetzte Polen wurde die Division im Balkanfeldzug eingesetzt. Ab 10. April wurde sie dem XXXX. Armeekorps (mot.) über Skopje nachgeführt und rückte durch das Festland Griechenlands nach Süden vor. Am 24. April erzwang sie den Durchbruch an der britischen Thermopylen-Stellung und rückte dann in Athen ein.

#### Kreta
Teile der Division nahmen Ende Mai an der Schlacht um Kreta teil.

#### Ostfront
Anschließend wurde die Division nochmals umgegliedert, wiederum verkleinert und ab September 1941 an die Ostfront verlegt.
In den Jahren von 1941 bis 1943 war die Division der Heeresgruppe Mitte unterstellt und kämpfte in der Schlacht um Moskau im Winter 1941/42.
Im Mai 1943 wurde aus dem Kradschützen-Bataillon 55 der Division die Panzer-Aufklärungs-Abteilung 5 mit fünf Kompanien gebildet.

#### Kursk 1943
Die Division wurde in der Schlacht um Kursk im Sommer 1943 eingesetzt.
Am 11. Juni 1944 verließ ein Transport mit 21 neuen Jagdpanzern IV für die Panzerjäger Abteilung 53 der Division das Heereszeugamt.
Im allgemeinen Rückzug ab dem Herbst 1943 bis zum Sommer 1944 ging die Division über die Orte Brjansk, Prypjat, Bobruisk und Kowel zurück.

#### Heeresgruppe Mitte
Während der sowjetischen Sommeroffensive ab dem 22. Juni 1944 war sie der Kern einer hastig zusammengestellten Kampfgruppe unter dem Befehl von Generalleutnant Dietrich von Saucken, mit der bei der Ortschaft Baryssau die Einkesselung der 4. Armee verhindert werden sollte. Aufgrund der Übermacht der Roten Armee konnte diese Aufgabe nicht erfüllt werden. Der Verlust von Minsk am 3. Juli 1944 war aufgrund der katastrophalen militärischen Gesamtsituation der Heeresgruppe Mitte nicht zu verhindern. Die Kampfgruppe Saucken, die zu diesem Zeitpunkt im Wesentlichen aus der 5. Panzer-Division, der schweren Panzer-Abteilung 505 und der 170. Infanterie-Division bestand, musste sich vor der Übermacht der 3. Weißrussischen Front von der Beresina nach Molodetschno zurückkämpfen.

#### Kurland
Die Division zog sich Ende Juli 1944 kämpfend über Suwałki in Richtung Litauen zurück und führte im August im Rahmen des XXXIX. Panzerkorps zusammen mit der 4. Panzer-Division erfolgreiche Gegenangriffe in Kurland (Unternehmen Doppelkopf). Am 29. Juli verließ ein Transport mit 21 neuen Jagdpanzern IV als Ersatz für die Wiederausrüstung der Panzerjäger Abteilung 53 der Division das Heereszeugamt.

### Kapitulation
Die Division kapitulierte nach Rückzugskämpfen in Richtung Westpreußen zusammen mit anderen Einheiten der 2. Armee im April 1945 bei Danzig vor der Roten Armee und hörte damit auf zu bestehen.

## Kommandeure
- Generalleutnant Heinrich von Vietinghoff – wahrscheinliche Kommandoübernahme zum 24. November 1938 bis 18. Oktober 1939
- Generalleutnant Max von Hartlieb-Walsporn – 18. Oktober 1939 bis 29. Mai 1940
- Generalleutnant Joachim Lemelsen – 29. Mai bis 25. November 1940
  - Generalmajor Ludwig Crüwell: vom 6. Juni 1940 bis 4. Juli 1940 in Vertretung
- Generalmajor/Generalleutnant Gustav Fehn – 25. November 1940 bis 8. August 1942
- Generalmajor Eduard Metz – 8. August 1942 bis 1. Februar 1943
- Oberst Johannes Nedtwig – 1. Februar bis 5. Juli 1943
- Generalmajor Ernst Felix Fäckenstedt – 5. Juli bis 7. September 1943
- Generalmajor/Generalleutnant Karl Decker – 7. September 1943 bis 16. Oktober 1944
  - Oberstleutnant Heinrich-Walter von Bronsart von Schellendorff: vom 30. Dezember 1943 bis 30. Januar 1944 in Vertretung
- Oberst/Generalmajor Rolf Lippert – 16. Oktober 1944 bis 19. Februar 1945
- Generalmajor Günther Hoffmann-Schoenborn – 19. Februar bis 1. April 1945
- Oberst der Reserve Hans Herzog – April 1945 bis zur Kapitulation

## Vergleichende Gliederung

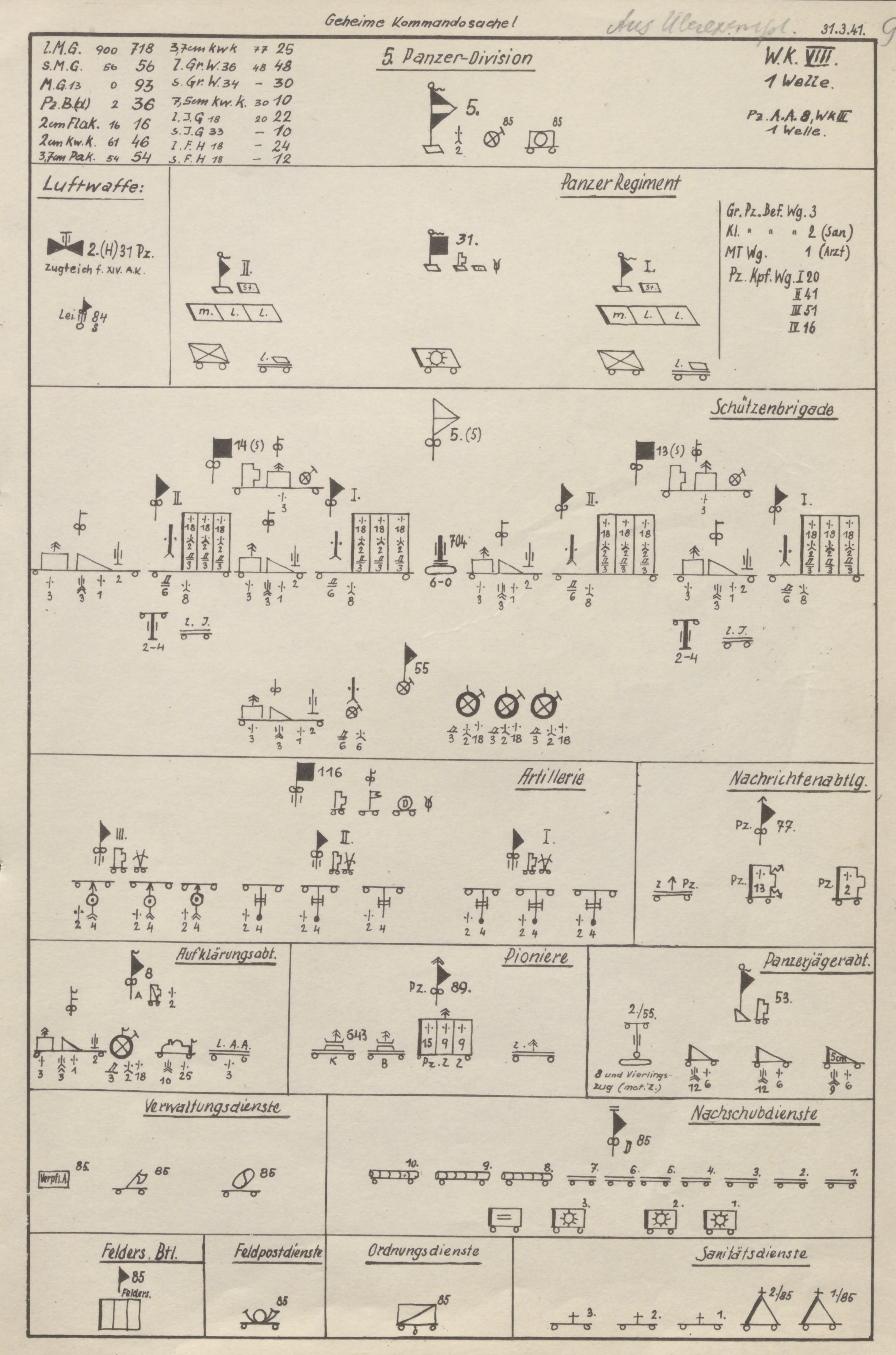
Gliederung der 5. Pz. Div. am 31. März 1941, taktische Zeichen

| Frankreich 1940                                                    | Ostfront 1943                                               |
| ------------------------------------------------------------------ | ----------------------------------------------------------- |
| - Panzer-Brigade 8 - Panzer-Regiment 15 - Panzer-Regiment 31       | - Panzer-Regiment 31                                        |
| - Schützen-Brigade 5 - Schützen-Regiment 13 - Schützen-Regiment 14 | - Panzergrenadier-Regiment 13 - Panzergrenadier-Regiment 14 |
| - Aufklärungs-Abteilung 8                                          | - Panzer-Aufklärungs-Abteilung 5                            |
| - Artillerie-Regiment 116 (2 Abteilungen)                          | - Panzer-Artillerie-Regiment 116 (3 Abteilungen)            |
| - Panzerjäger-Abteilung 53                                         |                                                             |
|                                                                    | - Heeres-Flak-Artillerie-Abteilung 288                      |
| - Pionier-Bataillon 89                                             | - Panzer-Pionier-Bataillon 89                               |
| - Nachrichten-Abteilung 77                                         | - Panzer-Nachrichten-Abteilung 77                           |
| - Nachschubtruppen 85                                              | - Panzer-Versorgungstruppen 85                              |

## Bekannte Divisionsangehörige
- Wilhelm Voß (1907–1996), war von 1962 bis 1965, als Brigadegeneral des Heeres der Bundeswehr, Inspizient der ABC-Abwehrtruppe